# Tarifgemeinschaft deutscher Länder
Die Tarifgemeinschaft deutscher Länder (TdL) ist ein 1949 gegründeter Arbeitgeberverband des öffentlichen Dienstes in der Rechtsform eines nicht eingetragenen Vereins. Sie vertritt mit Ausnahme Hessens (ausgetreten 2004) die Bundesländer in Tarifverhandlungen mit den Gewerkschaften. Vorsitzender des Vorstandes der TdL ist seit dem 14. Dezember 2022 auf Vorschlag der Finanzministerkonferenz Hamburgs Finanzsenator Andreas Dressel (SPD).

## Tarifverträge im öffentlichen Dienst der Länder
Bis 2003 wurden die Beschäftigungsverhältnisse in Bund, Ländern und Gemeinden in gemeinsamen Tarifverträgen geregelt, am bekanntesten war der Bundes-Angestelltentarifvertrag (BAT). Seit der Jahrtausendwende verhandelten die Gewerkschaften des öffentlichen Dienstes (neben Ver.di und dem Beamtenbund auch der Marburger Bund, die Gewerkschaft Erziehung und Wissenschaft, die Gewerkschaft der Polizei und die Industriegewerkschaft Bauen-Agrar-Umwelt) mit der TdL, dem Bundesministerium des Innern und der Vereinigung der kommunalen Arbeitgeberverbände über einen neuen Tarifvertrag, der erstmals alle Beschäftigtengruppen (Arbeiter und Angestellte) umfassen sollte.
Nachdem die TdL jedoch die Arbeitszeit- und Urlaubs-/Weihnachtsgeldtarife für die Landesbeschäftigten einseitig gekündigt hatte, waren die Gewerkschaften nicht mehr bereit, mit der TdL über einen gemeinsamen Nachfolgevertrag für den BAT zu verhandeln. Im Zuge jener Auseinandersetzungen erfolgte auch der Austritt Hessens, den der damalige Ministerpräsident Roland Koch damit begründete, die TdL sei ihrer Struktur nach „nicht mehr geeignet, zu vernünftigen Ergebnissen zu kommen“.
Der neue Tarifvertrag für den öffentlichen Dienst (TVöD) trat daher am 1. Oktober 2005 nur für den Bereich der Bundes- und Kommunalbeschäftigten in Kraft. Im Bereich der Länder gilt stattdessen seit dem 1. November 2006 der in großen Teilen inhaltsgleiche Tarifvertrag für den öffentlichen Dienst der Länder (TV-L), auf den sich die TdL mit den Gewerkschaften ver.di und dbb am 19. Mai 2006 geeinigt hatte. Seitdem wurden von der TdL eine Reihe weiterer Verträge für besondere Berufsgruppen (z. B. Ärzte) geschlossen.

## Zeitweiliger Ausschluss Berlins
1994 wurde das Land Berlin aus der TdL ausgeschlossen, weil es entgegen den damaligen TdL-Grundsätzen darauf bestand, im ehemaligen Ost-Berlin die Entgeltregelungen für Westdeutschland anzuwenden. Nachdem im Jahr 2010 ein Angleichungstarifvertrag zur Anwendung des TV-L zwischen dem Land Berlin und den Gewerkschaften vereinbart worden war, wurde Berlin zum 1. Januar 2013 wieder in die TdL aufgenommen.
Im Oktober 2020 wurde ein erneuter Ausschluss Berlins beschlossen, der jedoch erst im Oktober 2025 wirksam werden sollte. Mit der Tarifeinigung in der Einkommensrunde 2023 wurde die bisher außertariflich gezahlte Hauptstadtzulage tarifiert. Damit wurde der Ausschluss Berlins abgewendet.